# Aleksander Groza

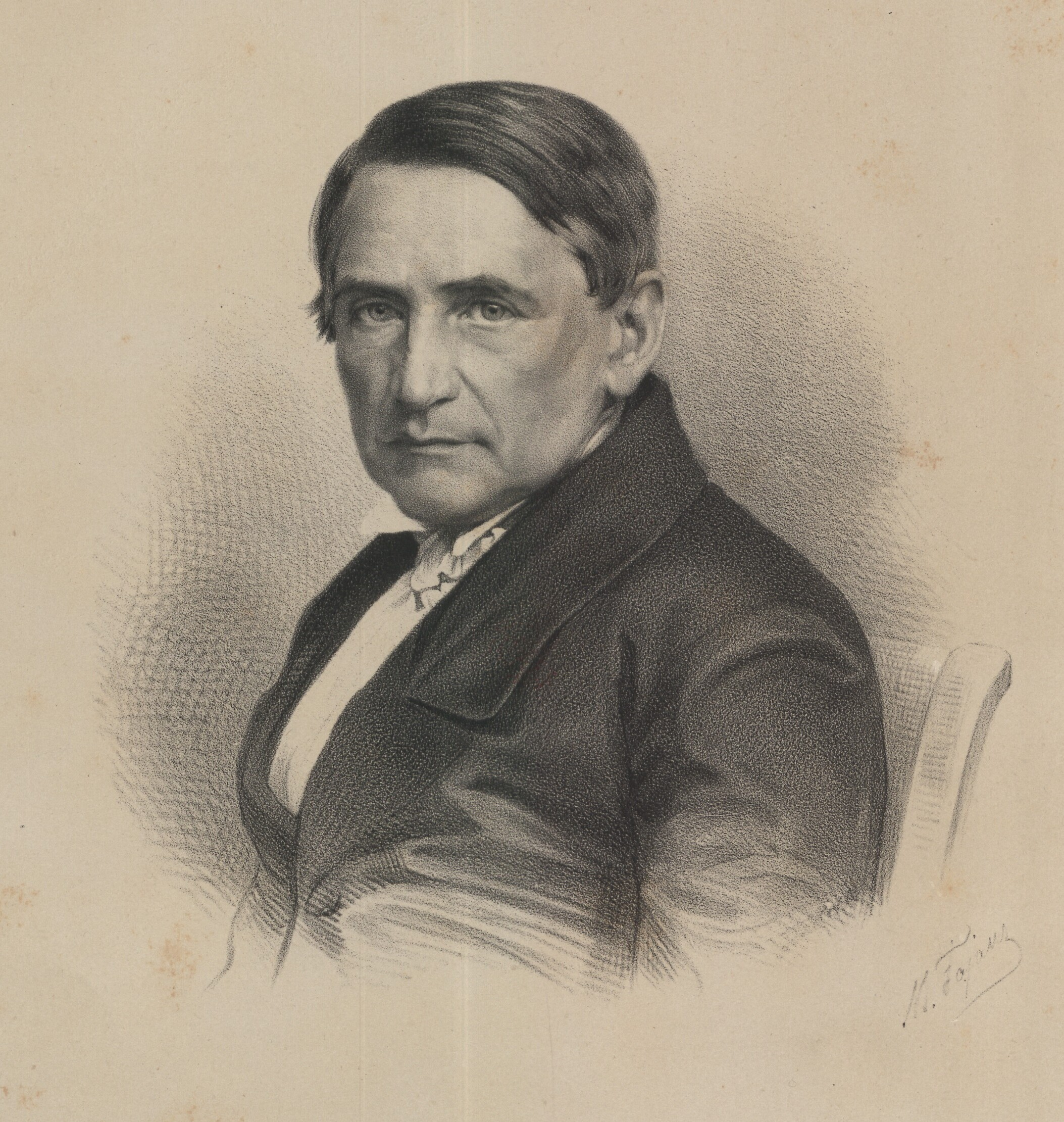
Aleksander Groza.

Aleksander Karol Groza, född 30 juni 1807 i Zakrenicze, guvernementet Kiev (numera i Vinnytsja oblast), död 3 november 1875 i Horodhivka, var en polsk poet. 
Groza, som tillhörde en förmögen adelsfamilj, anslöt sig till den så kallade ukrainska skaldeskolan och debuterade 1831 med en av Johann Wolfgang von Goethes "Den unge Werthers lidanden" och Adam Mickiewicz ungdomsdiktning påverkad dikt, Obląkany poeta, utgörande första delen av ett ofullbordat verk "Melancholia". 
Bland Grozas bästa arbeten framhålls de fantastisk-historiska hjältedikterna Jassyr Batowski (Bytet i Batog) och Starosta Kaniowski (1836), båda grundade på traditioner om Potocki och delvis behandlande samma ämne som Seweryn Goszczyńskis "Slottet i Kaniów". 
Grozas sista alster var ett mysterium Twardowski (1873), grundat på folkliga "Faust"-sägner. En samlad upplaga av hans skrifter utgavs 1858 i två delar. Hans största verk på prosa, Wladysław (1848, ny upplaga 1858 under titel Pomiętnik niebardzo stary) är delvis en självbiografi och har därigenom ett visst historiskt och psykologiskt värde.